# 武汉碘泡虫
武汉碘泡虫（学名：Myxobolus wuhanensis）为碘泡科碘泡虫属的动物。在中国，分布于湖南、湖北等，营寄生生活，寄生在鲫的肾、胆囊、肠、肝、心。